# Brail

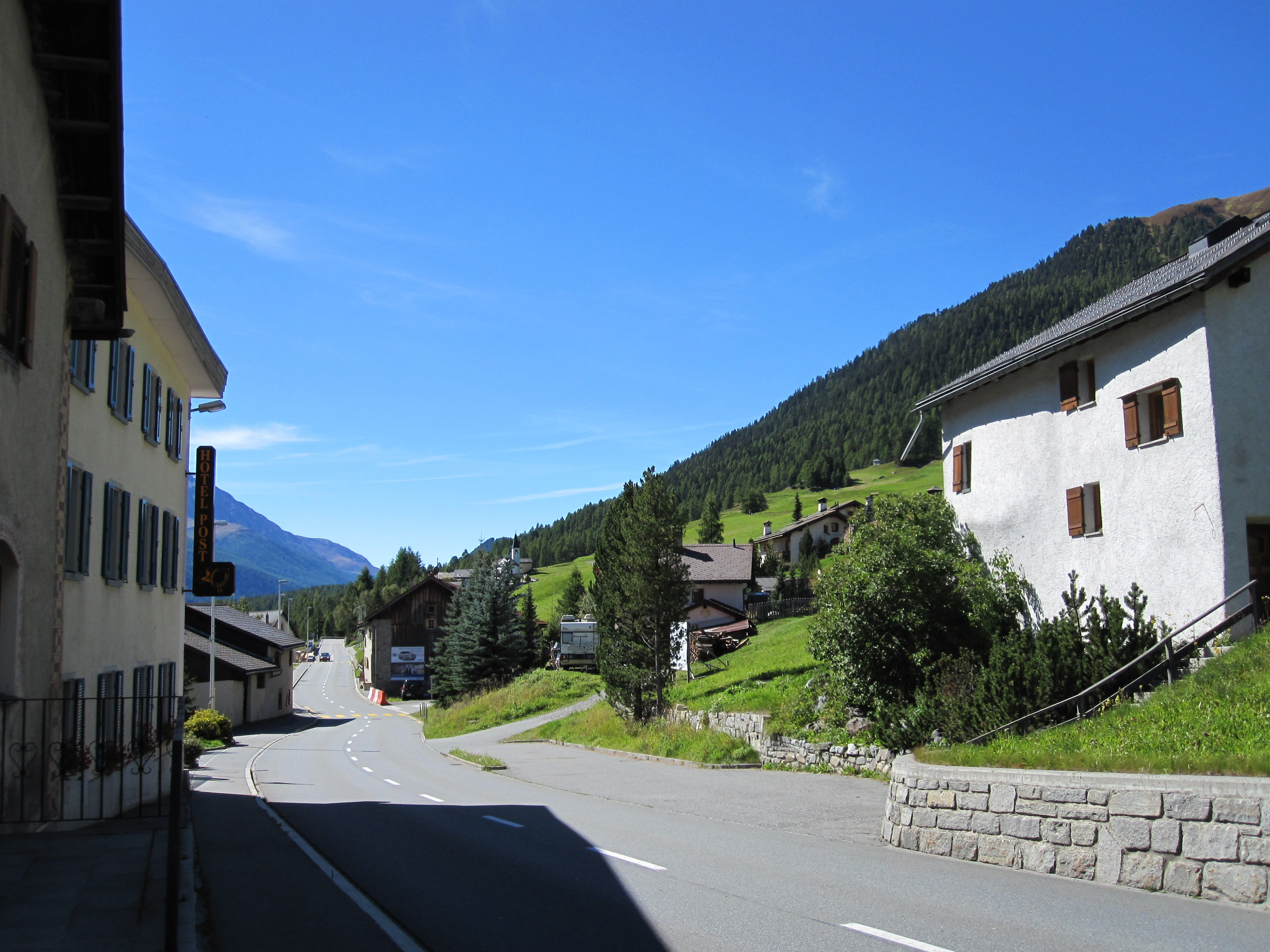
Brail

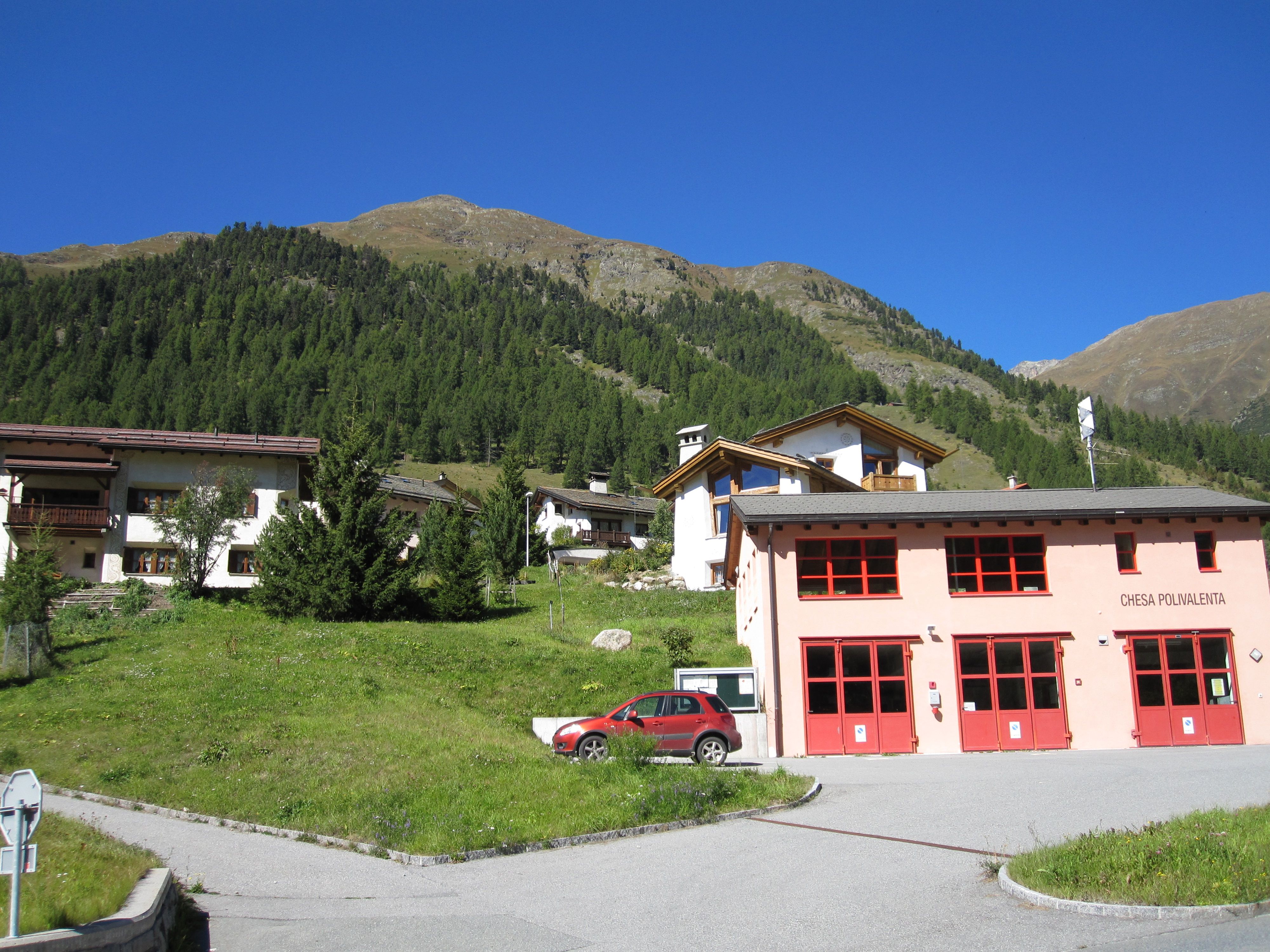
Das kommunale Mehrzweckhaus, auf Puter: Chesa polivalenta

Brail ([braɪ̯l]ⓘ) ist eine Fraktion der Unterengadiner Gemeinde Zernez auf 1636 m ü. M.

## Geografie

Historisches Luftbild von Werner Friedli vom 2. Sept. 1947. Brail befindet sich in der Mitte oben

Brail selbst wird geografisch zum Unterengadin, sprachlich-kulturell hingegen bereits zum Oberengadin gerechnet. Dies rührt von dem rätoromanischen Dialekt, dem Puter, her, das von nahezu allen 112 (Stand: 2012) Einheimischen beherrscht wird und das bereits unmittelbar hinter Brail zugunsten des Vallader endet.
Andererseits ist Brail, da das Romanische im Unterengadin noch einen stärkeren Stand hat als im Oberengadin, ökonomisch und kulturell trotz der Dialektgrenze nach Zernez ausgerichtet.

## Verkehr
Verkehrstechnisch ist Brail an die Engadiner Kantonsstrasse und durch den Bahnhof Cinuos-chel / Brail an die von Pontresina nach Scuol führende Engadiner Linie der Rhätischen Bahn angeschlossen.
Dem Langsamverkehr vorbehalten ist die Punt Ota an der Grenze zu Cinuos-chel.

## Sehenswürdigkeiten
Sehenswert sind die denkmalgeschützte reformierte Dorfkirche und die Hängebrücke.

## Wirtschaft
Im Süden grenzt Brail an den Schweizerischen Nationalpark und lebt zum Grossteil vom Sommer- und Wintertourismus.

## Galerie

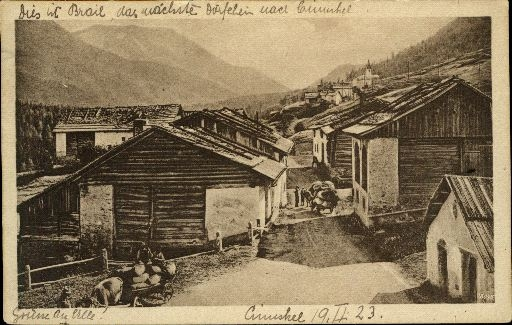
Ansichtskarte von 1923, von Zernez her kommend gesehen
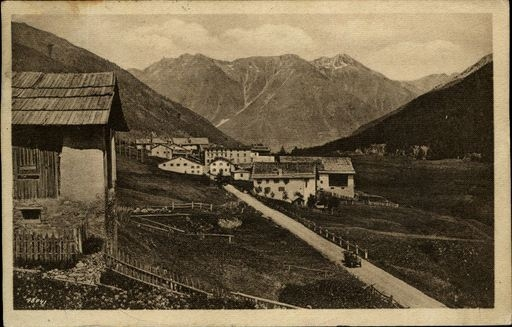
Ansichtskarte von 1924, von Cinuos-chel her kommend gesehen